# Fatima bint al-Ahmar
Fatima bint Muhammad bint al-Ahmar (in arabo فاطمة بنت الأحمر‎?; 1260 o 1261 – 26 febbraio 1349) fu una principessa della dinastia dei Nasridi, regnante nel sultanato di Granada e ultimo stato musulmano presente nella penisola iberica.
Figlia del sultano Muhammad II ed esperta nello studio del barnamaj (biografie di studiosi islamici), sposò il cugino di suo padre e fidato alleato di quest'ultimo, Abu Said Faraj. Il loro figlio Ismaʿil I divenne sultano dopo aver deposto il suo fratellastro, Nasr. Fu coinvolta nel governo di suo figlio, dimostrandosi soprattutto attiva a livello politico durante il regno dei suoi nipoti, Muhammad IV e Yusuf I, entrambi saliti al trono in giovane età e ricaduti sotto la sua ala protettrice. Lo storico granadino di epoca successiva Ibn al-Khatib scrisse un'elegia per la sua morte affermando che «era sola, superiore alle donne del suo tempo / come la Notte del destino si distacca tutte le altre notti». La storica moderna María Jesús Rubiera Mata ha paragonato il suo ruolo a quello di Maria di Molina, sua contemporanea che divenne reggente della corona di Castiglia. Il professore Brian A. Catlos ha attribuito longevità della dinastia e parte delle sue fortune alle di lei «visione e costanza».

## Contesto storico

Cartina del sultanato di Granada che illustra le sue città maggiori

Il sultanato di Granada rappresentò l'ultimo stato musulmano esistito nella penisola iberica, fondato dal nonno di Fatima, Muhammad I, nel 1232 circa. Per tutta la durata della sua esistenza, rimase sotto il governo della dinastia dei Nasridi (banū Naṣr o banū al-Aḥmar). Attraverso una combinazione di manovre diplomatiche e militari, il sultanato riuscì a preservare a lungo la propria indipendenza, nonostante fosse circondato da due vicini più grandi, il cristiano regno di Castiglia a nord e il sultanato merinide musulmano in Marocco. Granada strinse delle alleanze o entrò in guerra con entrambe queste potenze a seconda delle circostanze, incoraggiandole talvolta a scontrarsi l'un l'altra, per evitare di finire sotto il dominio di una delle due.
Salvo rarissime eccezioni, i documenti storici non lasciano dedurre che le donne avessero mai partecipato apertamente alla politica del sultanato. Il poeta, storico e influente statista di Granada Ibn al-Khatib ( 1313-1374), il quale conosceva bene molte donne dell'aristocrazia locale e da cui estrapolò molte delle informazioni storiche che scrisse a proposito di Fatima, riferisce nel suo trattato politico Maqama fi al- Siyasa che il sesso femminile non dovrebbero interferire o indirizzare gli affari di stato e che il loro ruolo dovrebbe essere confinato a quello di «terreno dove si piantano i figli, i mirti dello spirito, e dove il cuore riposa». Nella pratica, invece, le donne assumevano a volte una propria importanza nelle attività politiche, soprattutto per interposta persona. A causa delle frequenti morti premature dei sultani, causate da assassinii o battaglie, e delle occasionali salite al potere di figure giovanissime, a volte le donne dovevano preoccuparsi di amministrate gli interessi delle loro famiglie, dei diritti ereditari dei loro discendenti e delle scelte diplomatiche da intraprendere con i regni vicini.

## Biografia

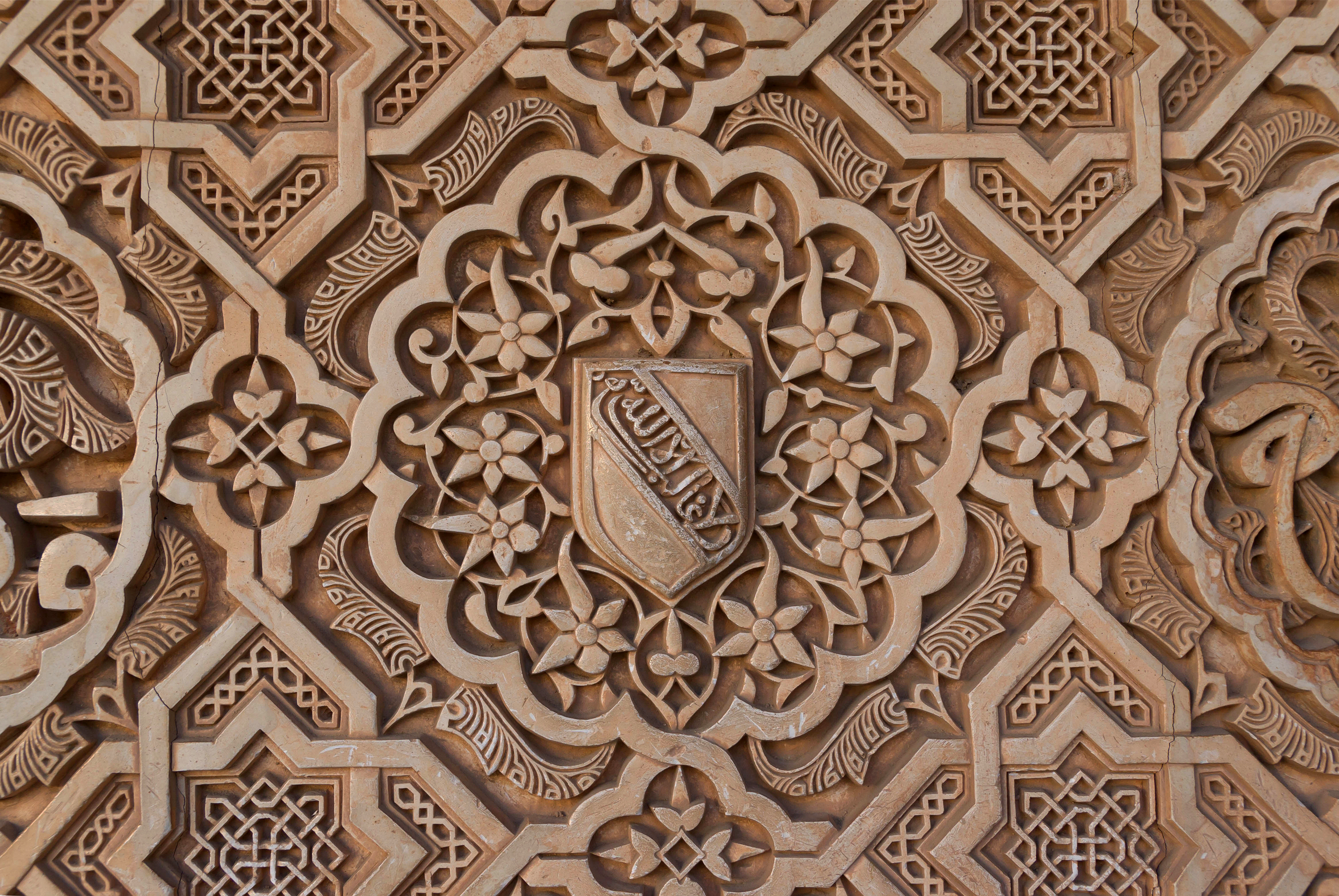
Particolare dello stemma del sultanato di Granada scolpito nelle mura del palazzo dell'Alhambra, a Granada, dove probabilmente Fatima fu istruita

### Primi anni
Fatima nacque nell'anno 659 del calendario islamico (1260 o 1261) durante il regno di suo nonno, Muhammad I. Suo padre, il futuro Muhammad II, era l'erede al trono, mentre sua madre, Nuzha, una cugina di primo grado di suo padre. Aveva un fratello, il futuro Muhammad III, nato nel 1257, e un fratellastro, Nasr, la cui madre era la seconda moglie di suo padre, una cristiana il cui nome riportato dalle fonti risulta Shams al-Duha. Suo padre Muhammad era conosciuto come al-Faqih (un faqīh è un giurista islamico), un rispettoso soprannome assegnatogli per via del suo alto grado di erudizione, istruzione e simpatia verso uomini dotti quali medici, astronomi, filosofi e poeti. Proprio in considerazione del suo carattere, egli incoraggiò lo studio dei suoi figli, inclusa Fatima, la quale divenne esperta nello studio del barnamaj, ovvero delle biografie e delle bibliografie degli studiosi islamici, mentre i suoi fratelli, Muhammad e Nasr, studiarono rispettivamente poesia e astronomia. Alla stessa maniera dei suoi fratelli, probabilmente ricevette la sua istruzione privatamente nel complesso del palazzo reale, l'Alhambra.

### Matrimonio con Abu Said Faraj
Suo padre Muhammad II salì al trono nel 1273 all'indomani della morte di Muhammad I, dopodiché combinò le nozze tra Fatima e Abu Said Faraj ibn Ismail, un suo cugino della stessa dinastia e influente consigliere di corte. Nato nel 1248, Abu Said era figlio di Ismail (morto nel 1257), fratello di Muhammad I e governatore della ricca città di Malaga. Quando Ismail spirò, Muhammad I portò il giovane Faraj a corte, dove strinse uno stretto legame con Muhammad II. Come anno del matrimonio viene riportato nell'opera anonima al-Dahira al-Saniyya il 664 AH (1265/1266, ossia prima dell'ascesa al trono di Muhammad II), ma la storica moderna María Jesús Rubiera Mata ha dubitato dell'accuratezza di questa informazione. Fatima era infatti all'epoca ancora una bambina, e inoltre il testo confonde la sposa con la figlia di Muhammad I (mentre Fatima era sua nipote) e afferma che lo sposo fosse suo cugino (Abu Said era nipote di Muhammad I). Rubiera Mata ha ritenuto che l'occasione più verosimile in cui si concretizzò il matrimonio fosse prossima alla nascita del primo figlio della coppia, Ismaʿil, il 3 marzo 1279. Nel 1279, dopo aver rioccupato Malaga, che si era precedentemente ribellata sotto spinta della famiglia dei Banu Ashqilula, Muhammad II nominò Abu Said governatore della città, un incarico un tempo ricoperto da suo padre Ismaʿil. Abu Said partì alla volta di Malaga l'11 febbraio, mentre Fatima probabilmente rimase all'Alhambra, poiché era prossima al parto. In seguito, Fatima si trasferì a Malaga, prendendosi cura dei suoi figli e al contempo studiando i barnamaj. Fatima ebbe più tardi un secondo figlio, Muhammad, nato in un momento storico ignoto e che a sua volta ebbe almeno quattro figli: Yusuf, Faraj, Muhammad e Ismail, i quali in seguito lasciarono tutti il sultanato alla volta del Nord Africa.

### Sultanato di Muhammad III e di Nasr
Muhammad III ascess al trono dopo la morte del padre, nel 1302; Fatima preservò di certo buoni rapporti con il fratello e suo marito rimase governatore di Malaga per tutta la durata del suo dominio. Muhammad III fu deposto nel 1309 nell'ambito di un colpo di stato e sostituito da Nasr. Differentemente rispetto a quanto era accaduto con Muhammad III, Fatima e suo marito serbarono cattivi rapporti con il fratellastro. Quando il suo governo divenne impopolare, presto cominciarono a costituirsi delle fazioni all'interno dell'aristocrazia ostili a Nasr. Il marito di Fatima, Abu Said, guidò di persona una ribellione nel 1311, cercando di intronizzare il figlio Ismaʿil. La scelta di proporre quest'ultimo come candidato si doveva ai suoi legami di sangue, poiché essendo figlio di Fatima egli poteva dirsi nipote diretto di Muhammad II e, pertanto, maggiormente degno di comandare rispetto al padre Abu Said. Le loro forze surclassarono quelle del sultano in battaglia, ma, sebbene camminando a piedi dopo aver perduto il suo cavallo, Nasr riuscì a ritirarsi a Granada. Abu Said assediò quindi la capitale, senza però disporre dei rifornimenti necessari per sostenere una campagna prolungata. Dopo aver scoperto che Nasr si era alleato con Ferdinando IV di Castiglia, Abu Said cercò di giungere a una pace con il sultano e fu in grado di mantenere il suo incarico di governatore di Malaga, sia pur pagando un tributo a Nasr.
Temendo la vendetta del sultano, Abu Said negoziò un accordo con i Merinidi, ai sensi del quale egli avrebbe dovuto cedere loro Malaga in cambio del governatorato di Salé, nel Nord Africa. Quando la gente di Malaga lo seppe, la sua iniziativa fu considerata alla stregua di un tradimento e scatenò dei tumulti che portarono alla deposizione di Abu Said in favore del figlio. In seguito, proprio Ismaʿil imprigionò il genitore a Cártama, su timore che stesse tentando di abbandonare Malaga, e in seguito lo fece trasferire a Salobreña, dove morì nel 1320. Con suo figlio al comando della città, Fatima lo aiutò a progettare un'altra insurrezione contro Nasr, invocando l'appoggio di un vecchio alleato di Abu Said, Uthman ibn Abi al-Ula, il comandante dei Volontari della Fede, e di varie fazioni nemiche all'interno della capitale. Mentre Ismaʿil procedeva verso Granada, il suo esercito si ingrossava e gli abitanti della capitale gli spalancarono le porte della città. Nasr, assediato nella fortezza e nel complesso del palazzo dell'Alhambra, accettò di abdicare e si ritirò a Guadix. Ismaʿil salì così al trono nel febbraio del 1314 e Fatima fece il suo ingresso a corte in veste di regina madre. Nonostante la rottura tra suo figlio e suo marito, Fatima mantenne buoni rapporti con il figlio e compare in vari punti della biografia dedicata al sultano che realizzò Ibn al-Khatib. Assistette Ismaʿil nelle questioni politiche, nelle quali, secondo Rubiera Mata, era, «come suo marito[,] dotata di spiccate qualità». Quando Ismaʿil venne assassinato da un parente nel 1325, fu nel suo palazzo che venne portato prima di soccombere alle ferite.

### "La nonna del sultano"
Al momento della morte di Ismaʿil, Fatima godeva di una forte influenza a corte e, per tale motivo, riuscì a garantire l'ascesa al trono di suo nipote Muhammad IV, figlio di Ismaʿil. Poiché Muhammad aveva solo dieci anni, Fatima e un tutore di nome Abu Nu'aym Ridwan ne fecero le veci, assumendo un peso preponderante nella politica granadina. Ibn al-Khatib si riferì a lei durante questo periodo come jaddat al-sultan ("la nonna del sultano") e, secondo la studiosa di storia medievale Bárbara Boloix Gallardo, in quella fase Fatima esercitò un potere mai così saldo come prima di allora. L'assassinio del visir Ibn al-Mahruq, avvenuto su ordine di Muhammad IV nel 1328, ebbe luogo mentre la vittima si trovava nel palazzo di Fatima a discutere degli affari del sultanato, come faceva di consueto. Boloix Gallardo ha ipotizzato che la nobildonna fosse coinvolta nella pianificazione o nell'organizzazione di quest'omicidio.
Muhammad IV finì assassinato nel 1333 e gli subentrò suo fratello quindicenne Yusuf I. Fatima divenne nuovamente tutrice e reggente per conto di suo nipote, che era considerato troppo giovane per governare e la cui autorità era limitata alla sola scelta «del cibo da mangiare alla sua tavola». Stando a Rubiera Mata, Fatima probabilmente suggerì di provvedere ai lavori eseguiti da Yusuf I nell'Alhambra, palazzo reale e complesso della fortezza di Granada, ma Boloix Gallardo ha sostenuto che non vi siano prove a sostegno di tale tesi. La nobildonna morì il 26 febbraio 1349 (il 7 Dhu al-Hijjah del 749), durante il regno di Yusuf I, all'età di oltre 90 anni nel calendario islamico (lunare), e fu sepolta nel cimitero reale (rawda) dell'Alhambra.

## Rilevanza storica
Il poeta, storico e statista Ibn al-Khatib dedicò un'elegia di quarantuno versi per la sua morte, l'unica mai dedicata a una principessa nasride. Nell'elegia, scrisse che « Era da sola, superiore alle donne del suo tempo / come la Notte del destino si distacca da tutte le altre notti». Inoltre, affermò pure:
Dopo la sua morte, Granada continuò a rimanere amministrata da Yusuf I, a cui in seguito successe suo figlio Muhammad V. Sotto la loro amministrazione, Granada avrebbe raggiunto il suo apogeo. Lo storico Brian A. Catlos ha attribuito la longevità della dinastia e parte delle sue fortune alla «visione e costanza» di Fatima, specialmente durante il turbolento sultanato dei suoi fratelli, figlio e nipoti, che fu intriso da assassinii e dall'affermazione al comando di giovani monarchi. Dalla sua prole, nello specifico Ismaʿil e i suoi discendenti, derivarono tutti i sultani successivi, benché non discendessero dalla linea maschile di Muhammad I. L'ascesa di Ismaʿil coincise con il primo caso in cui il trono passò a un sovrano attraverso la linea matrilineare, cosa che si sarebbe ripetuta nel 1432 con l'ascesa al trono di Yusuf IV. Il governo dei discendenti di Fatima diede inizio anche a quella che gli storici chiamano al-dawla al-isma'iliyya al-nasriyya, ossia «la dinastia nasride di Ismaʿil», un ramo cadetto della dinastia diverso da quella dei precedenti sultani. La storica María Jesús Rubiera Mata ha paragonato la sua capacità di incidere sulle decisioni politiche a quelle della contemporanea Maria di Molina, la quale svolse anch'essa un ruolo chiave agendo in veste di reggente di suo figlio Ferdinando IV (dal 1295 al 1301 circa) e del nipote Alfonso XI di Castiglia (dal 1312 al 1321).

## Influenza culturale
Fatima bint al-Ahmar è la protagonista della serie di romanzi storici Sultana di Lisa Yarde.

## Albero genealogico
Di seguito l'albero genealogico di Fatima bint al-Ahmar. 
|              |              |              |              |              |              |            |            |            |            |      |      |      |      | Yusuf |  |             |             |             |             |             |             |  |  |                |                |                |                |                |                |  |  |  |  |  |  |  |  |  |  |  |  |  |  |
|              |              |              |              |              |              |            |            |            |            |      |      |      |      |       |  |             |             |             |             |             |             |  |  |                |                |                |                |                |                |  |  |  |  |  |  |  |  |  |  |  |  |  |  |
|              |              |              |              |              |              |            |            |            |            |      |      |      |      |       |  |             |             |             |             |             |             |  |  |                |                |                |                |                |                |  |  |  |  |  |  |  |  |  |  |  |  |  |  |
|              |              |              |              | Muhammad I   | Muhammad I   | Muhammad I | Muhammad I | Muhammad I | Muhammad I |      |      |      |      |       |  |             |             |             |             |             |             |  |  | Ismail         | Ismail         | Ismail         | Ismail         | Ismail         | Ismail         |  |  |  |  |  |  |  |  |  |  |  |  |  |  |
|              |              |              |              | Muhammad I   | Muhammad I   | Muhammad I | Muhammad I | Muhammad I | Muhammad I |      |      |      |      |       |  |             |             |             |             |             |             |  |  | Ismail         | Ismail         | Ismail         | Ismail         | Ismail         | Ismail         |  |  |  |  |  |  |  |  |  |  |  |  |  |  |
|              |              |              |              | Muhammad II  |              |            |            |            |            |      |      |      |      |       |  |             |             |             |             |             |             |  |  |                |                |                |                |                |                |  |  |  |  |  |  |  |  |  |  |  |  |  |  |
|              |              |              |              |              |              |            |            |            |            |      |      |      |      |       |  |             |             |             |             |             |             |  |  |                |                |                |                |                |                |  |  |  |  |  |  |  |  |  |  |  |  |  |  |
|              |              |              |              |              |              |            |            |            |            |      |      |      |      |       |  |             |             |             |             |             |             |  |  |                |                |                |                |                |                |  |  |  |  |  |  |  |  |  |  |  |  |  |  |
|              |              |              |              |              |              |            |            |            |            |      |      |      |      |       |  |             |             |             |             |             |             |  |  |                |                |                |                |                |                |  |  |  |  |  |  |  |  |  |  |  |  |  |  |
| Muhammad III | Muhammad III | Muhammad III | Muhammad III | Muhammad III | Muhammad III |            |            | Nasr       | Nasr       | Nasr | Nasr | Nasr | Nasr |       |  | Fatima      | Fatima      | Fatima      | Fatima      | Fatima      | Fatima      |  |  | Abu Said Faraj | Abu Said Faraj | Abu Said Faraj | Abu Said Faraj | Abu Said Faraj | Abu Said Faraj |  |  |  |  |  |  |  |  |  |  |  |  |  |  |
| Muhammad III | Muhammad III | Muhammad III | Muhammad III | Muhammad III | Muhammad III |            |            | Nasr       | Nasr       | Nasr | Nasr | Nasr | Nasr |       |  | Fatima      | Fatima      | Fatima      | Fatima      | Fatima      | Fatima      |  |  | Abu Said Faraj | Abu Said Faraj | Abu Said Faraj | Abu Said Faraj | Abu Said Faraj | Abu Said Faraj |  |  |  |  |  |  |  |  |  |  |  |  |  |  |
|              |              |              |              |              |              |            |            |            |            |      |      |      |      |       |  |             |             |             |             |             |             |  |  |                |                |                |                |                |                |  |  |  |  |  |  |  |  |  |  |  |  |  |  |
|              |              |              |              |              |              |            |            |            |            |      |      |      |      |       |  |             |             |             |             | Ismaʿil I   |             |  |  |                |                |                |                |                |                |  |  |  |  |  |  |  |  |  |  |  |  |  |  |
|              |              |              |              |              |              |            |            |            |            |      |      |      |      |       |  |             |             |             |             |             |             |  |  |                |                |                |                |                |                |  |  |  |  |  |  |  |  |  |  |  |  |  |  |
|              |              |              |              |              |              |            |            |            |            |      |      |      |      |       |  |             |             |             |             |             |             |  |  |                |                |                |                |                |                |  |  |  |  |  |  |  |  |  |  |  |  |  |  |
|              |              |              |              |              |              |            |            |            |            |      |      |      |      |       |  |             |             |             |             |             |             |  |  |                |                |                |                |                |                |  |  |  |  |  |  |  |  |  |  |  |  |  |  |
|              |              |              |              |              |              |            |            |            |            |      |      |      |      |       |  | Muhammad IV | Muhammad IV | Muhammad IV | Muhammad IV | Muhammad IV | Muhammad IV |  |  | Yusuf I        | Yusuf I        | Yusuf I        | Yusuf I        | Yusuf I        | Yusuf I        |  |  |  |  |  |  |  |  |  |  |  |  |  |  |

- Nota: L'albero è da considerarsi incompleto, in quanto include soltanto i parenti di Fatima che divennero sultani o che assunsero ruoli politici cruciali.